# سيلة ذنب (حبيل جبر)

تعديل مصدري - تعديل

سيلة ذنب هي إحدى قرى عزلة حبيل جبر بمديرية حبيل جبر التابعة لمحافظة لحج، بلغ تعداد سكانها 128 نسمة حسب تعداد اليمن لعام 2004.